# روی کارتر (بازیکن فوتبال)
روی کارتر (انگلیسی: Roy Carter؛ زادهٔ ۱۹ فوریهٔ ۱۹۵۴) بازیکن فوتبال اهل بریتانیا است.
از باشگاه‌هایی که در آن بازی کرده‌است می‌توان به باشگاه فوتبال سالتش یونایتد، باشگاه فوتبال سوئیندون تاون، باشگاه فوتبال نیوپورت کانتی، باشگاه فوتبال تورکی یونایتد، باشگاه فوتبال بریستول راورز، باشگاه فوتبال اکستر سیتی، و باشگاه فوتبال هرفورد یونایتد اشاره کرد.